# Brades
Brades (ook wel Brades Estate) is de de facto hoofdstad van Montserrat. Brades ligt in het noordwestelijke deel van het eiland.
De officiële hoofdstad (de jure) is Plymouth, maar door constante uitbarstingen van de vulkaan Soufrière is deze in 1997 verlaten en is het omliggende gebied onbewoonbaar verklaard. De regering die in Plymouth zetelde is verhuisd naar Brades. De nationale bank van Montserrat, Bank of Montserrat, is er ook gevestigd. Brades is niet aangewezen als de (vervangende) hoofdstad; ten noorden ervan wordt namelijk een nieuwe hoofdstad, Little Bay, aangelegd. Met bijna 500 inwoners is Brades veruit de grootste nederzetting op het hele eiland.
Brades · Little Bay · Look Out · Olveston · Plymouth*

 *verlaten plaats